# Soběšovice
Soběšovice (polsky Szobiszowice, německy Schöbischowitz) jsou obec v okrese Frýdek-Místek v Moravskoslezském kraji. Leží na pravém břehu Žermanické přehrady. Žije zde 964 obyvatel. V jejím srdci je úřad s rozhlednou, na jejím okraji je pak nově rekonstruovaný kostel Panny Marie. Obec vznikla roku 1880 sloučením dvou obcí, jimiž jsou Dolní Soběšovice a Horní Soběšovice. Část obce byla zatopena při výstavbě Žermanické přehrady. Sousedními obcemi sídla jsou Těrlicko, Žermanice, Dolní Domaslavice a Lučina.

## Historie

### První zmínky
První písemná zmínka o obci pochází z roku 1227, kdy se připomíná dvůr Dolno-Soběšovický, na němž hospodařil Soběk, podle něhož údajně pochází současný název obce. Ve výčtu desátků je obec poprvé zmíněna v roce 1305, konkrétně se jedná o výčet z vratislavského biskupství. Z roku 1447 pochází první zmínka o farním kostele v Soběšovicích; ten přešel v době reformace do rukou luteránů.

### Konec 16. století – 1945
Od konce 16. století se poprvé rozlišují Dolní Soběšovice, které roku 1602 vlastnil Jiří Bibrštejn z Bojišova, a Horní Soběšovice, které roku 1598 vlastnil Eremiáš Šobišovský ze Šinovic. Do soběšovické farnosti až do 16. století patřily i Žermanice, které jsou od roku 1890 (s přerušením mezi lety 1985–1990) samostatnou obcí. Roku 1654 byl luteránům první farní kostel v obci odebrán a současně ztratil status farního kostela; tentýž rok byly Soběšovice začleněny k farnosti v Domaslavicích. Z roku 1681 pak pochází dřevěný kostel, přenesený z obce Dobrá u Frýdku. V obci stál do roku 1788. Pro širokou křesťanskou veřejnost jeho kapacita nestačila, a proto se uvažovalo o stavbě nového, zděného kostela, jehož stavba byla zahájena 24. února 1788.
V 19. století držela Soběšovice rodina Primusů (Prymusů). Původní školní budova z roku 1864, na jejíž stavbu přispěl 100 zlatých tehdejší starosta Jan Majer a kde byl prvním učitelem František Drzskovský, vyhořela v noci 16. srpna 1936. Znovuotevření se dočkala 1. února 1937. Čtrnáct let po slavnostním otevření školy, tedy roku 1880, došlo ke sloučení Dolních a Horních Soběšovic, čímž vznikla aktuální obec. Dne 14. února 1926 byl založen Svaz dobrovolných hasičů. První požár, který hasiči likvidovali, byl dne 28. června 1926, kdy hořel hostinec Kamenec. Dne 5. července 1930 obcí projížděl Tomáš Garrigue Masaryk a podepsal jim pamětní knihu. V roce 1935 měla obec 196 domovních čísel a rozlohu 777 ha. Před druhou světovou válkou existovaly pokusy o založení polské školy.

### Po roce 1945
V letech 1945–1949 příslušely Soběšovice pod tehdejší okres Český Těšín a od 1. dubna 1949 pod okres Frýdek-Místek, kam patří dodnes a spadají též pod ORP Frýdek-Místek.
Obec se původně rozkládala na obou březích řeky Lučiny. Kvůli obnově těžkého průmyslu po druhé světové válce v souvislosti s budovanou Ostravskou NHKG (NH a.s.) bylo nezbytné zajistit přísun vody výstavbou nového vodního zdroje v okolí. Proto bylo v krátké době připraveno a realizováno vodní dílo Žermanice celkovým nákladem 179,5 mil. Kč, jehož vyýstavba byla zahájena v březnu roku 1951. V zátopovém pásmu vznikající přehrady bylo zlikvidováno historické centrum obce s desítkami domů včetně kostela, školy, tří vodních mlýnů a zemědělských statků. Nyní se obec rozkládá výhradně na pravém břehu přehrady. Na levém břehu vznikla 8. ledna 1956 nová obec Lučina.
V roce 1970 žilo dle sčítání lidu v obci 619 obyvatel, ve stejném roce bylo napojeno veřejné osvětlení. V roce 1978 byla zahájena výstavba vodovodu. Od 1. července 1980 byla obec společně s Dolními Domaslavicemi a Žermanicemi integrována pod střediskovou obec Lučina, po roce 1989 se obec opět osamostatnila. V roce 1982 byla provedena oprava hřbitova a vybetonování vstupní komunikace.
Dne 24. listopadu 1990 se konaly první volby po sametové revoluci, v nichž funkci starosty získal zvolením Ing. Karel Obluk (OF). V roce 1991 započala výstavba kanalizace a čističky odpadních vod. V roce 1993 byl otevřen samostatný Poštovní úřad Soběšovice.
V roce 2004 proběhla rekonstrukce objektu „ZVS“ (závod veřejného stravování) a víceúčelového sálu. Do roku 2005 zde došlo k zavedení: infocentra spojeného s knihovnou s přístupem na internet, podací pošty (bylo sem 6. prosince 2004 přesunuto její sídlo), dvou obchodních jednotek, bytu správce objektu, pěti pokojů s příslušenstvím, restaurace, obecní úřad a společenské sálu.
Mezi lety 2004 a 2024 vzrostl počet obyvatel o 122 (tj. více než 14 %) z původních 834 na 956. Vývoj počtu obyvatel zaznamenal ve 21. století drobné výkyvy, mezi lety 2017–2024 však každým rokem počet obyvatel vzrůstá.

## Obyvatelstvo

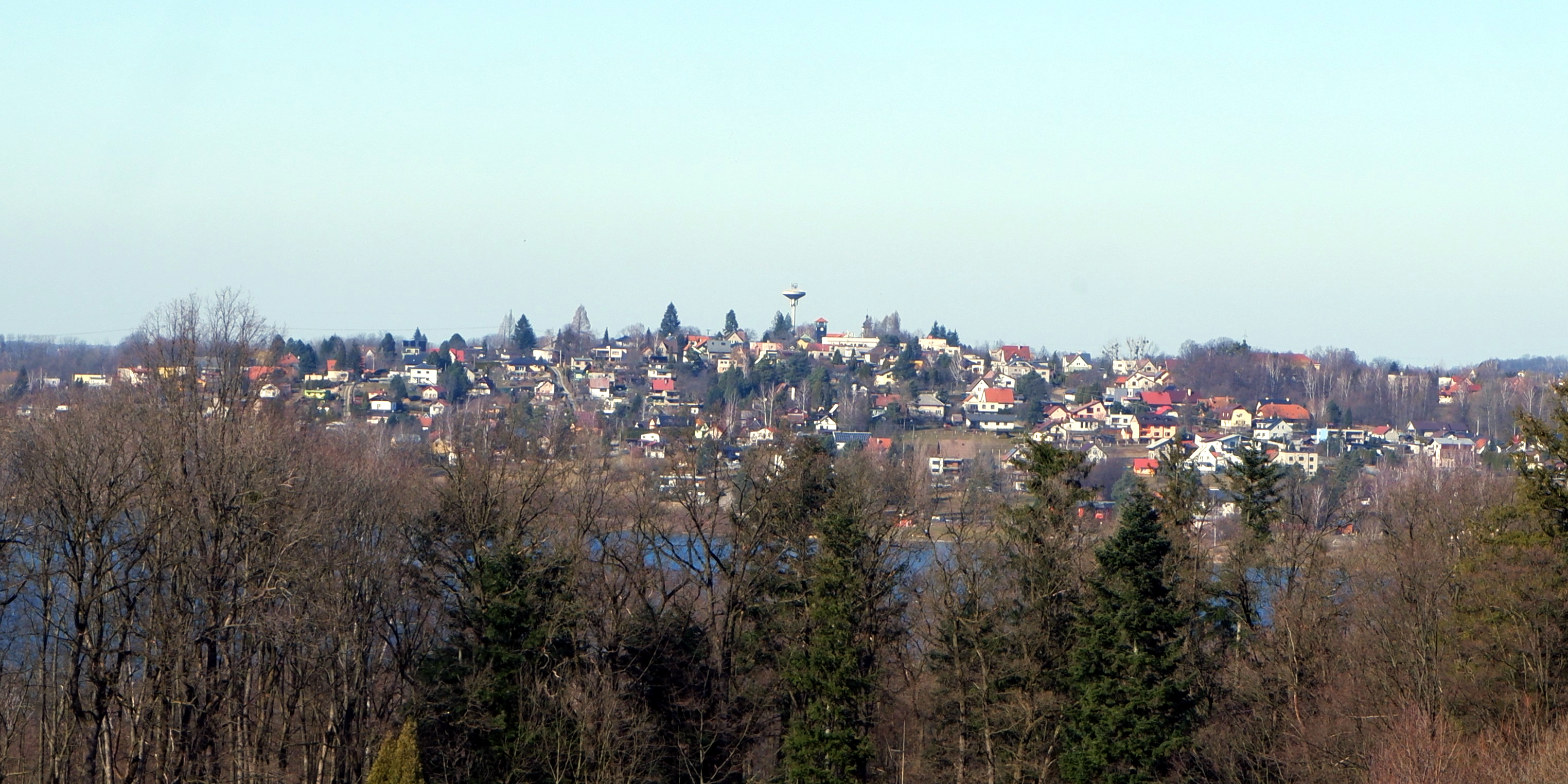
Pohled z Dolních Domaslavic

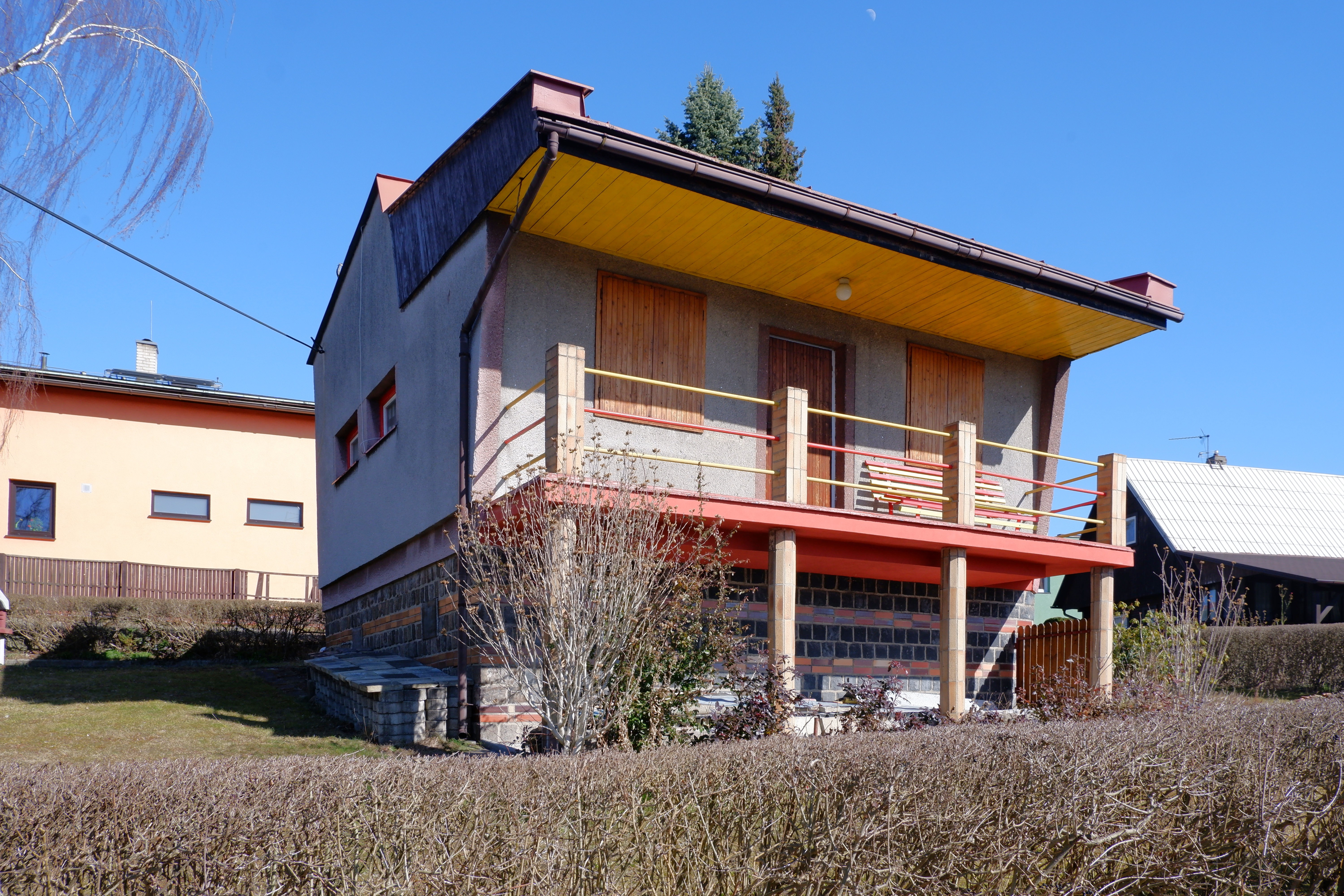
Chata v chatové osadě

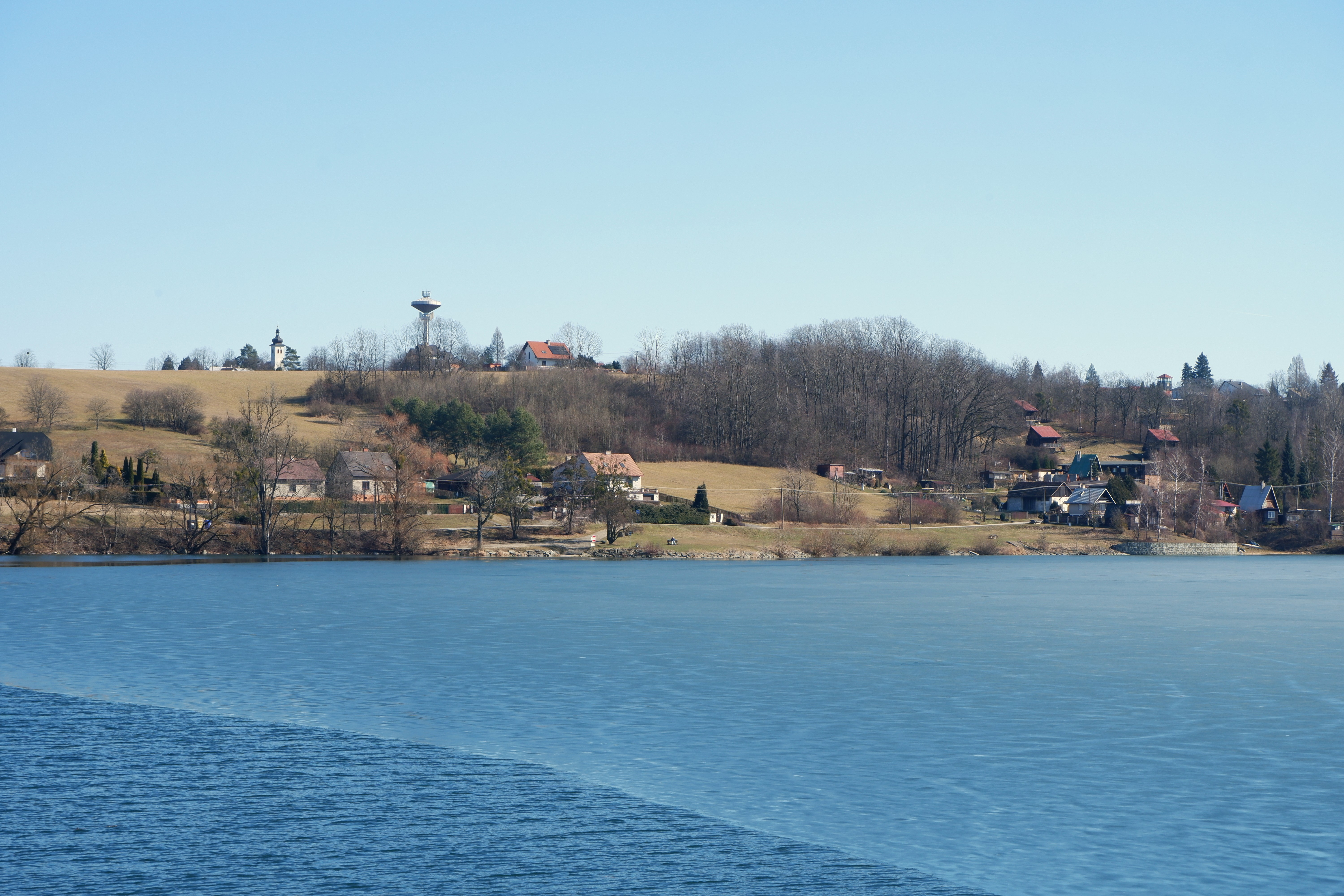
Žermanická přehrada a pohled na obec

| Rok            | 1869  | 1880 | 1890 | 1900 | 1910 | 1921 | 1930 | 1950 | 1961 | 1970 | 1980 | 1991 | 2001 | 2011 | 2021 |
| -------------- | ----- | ---- | ---- | ---- | ---- | ---- | ---- | ---- | ---- | ---- | ---- | ---- | ---- | ---- | ---- |
| Počet obyvatel | 1 106 | 949  | 936  | 918  | 863  | 865  | 959  | 890  | 593  | 619  | 696  | 709  | 817  | 808  | 954  |
| Počet domů     | 187   | 181  | 177  | 174  | 163  | 160  | 187  | 205  | 143  | 150  | 172  | 292  | 254  | 269  | 307  |

Věková struktura obyvatel obce Soběšovice roku 2011

## Obecní správa
Mezi lety 1880–1985 Soběšovice byly obcí v okrese Český Těšín (1880–1930), (v letech 1880–1910 Těšín), posléze v okrese Místek (1950) a později v okrese Frýdek-Místek. Od 1. července 1985 do 23. listopadu 1990 patřily jako část obce k Lučině a od 24. listopadu 1990 jsou opět samostatnou obcí.
Obec se člení ve tři základní sídelní jednotky, všechny s vlastním katastrálním územím:
- Soběšovice (k. ú. Horní Soběšovice)
- Dolní Soběšovice (k. ú. Dolní Soběšovice)
- Pitrov (k. ú. Pitrov)

### Obecní symboly
Znak a vlajka byly obci uděleny rozhodnutím předsedy Poslanecké sněmovny Parlamentu České republiky dne 2. září 1994.

## Osobnosti
- Henryk Nitra (1891–1948), malíř a sochař